# 朝比奈 (小惑星)
朝比奈（あさひな、5230 Asahina）とは、軌道が火星と交叉する火星横断小惑星である。パロマー山天文台でジェフ・T・アルーが発見した。
大阪フィルハーモニー交響楽団の音楽総監督を務めた日本の指揮者、朝比奈隆から命名された。